# 鱼雷炮舰

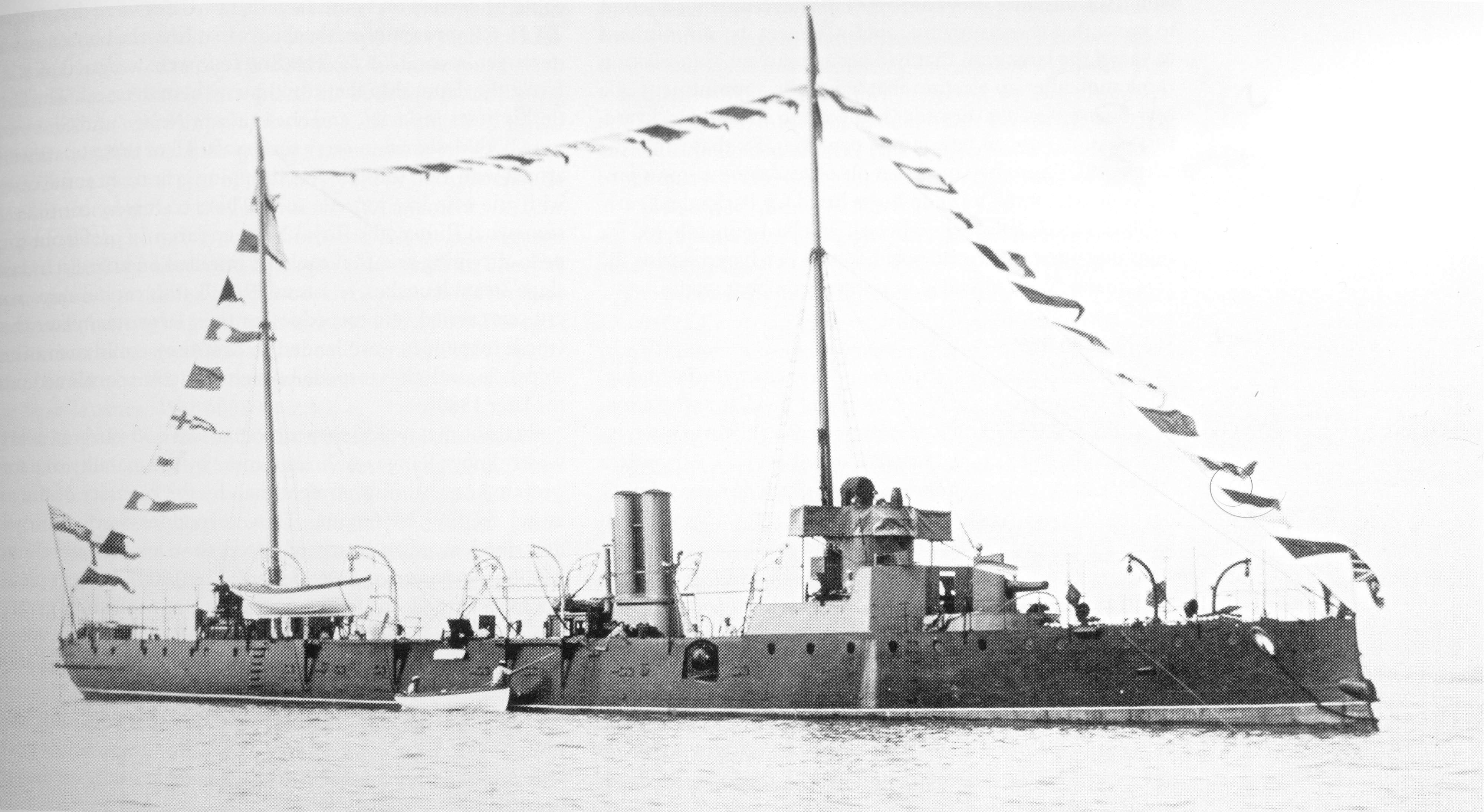
早期鱼雷炮艇之一，英国的蜘蛛号

鱼雷炮舰，或称鱼雷炮艇（英語：Torpedo gunboat），是一种装备有鱼雷的炮艦，用以遂行对更小型的鱼雷艇进行拦截并消灭之的战术任务。鱼雷炮舰并不算一种很成功的舰种，到了十九世纪末，鱼雷炮舰逐渐为更加新式的军舰，即鱼雷艇驱逐舰所替代。

## 概述
十九世纪晚期，英国皇家海军装备了不少鱼雷炮舰。此外，若干欧洲国家以及地处远东的日本也拥有过一定数量的鱼雷炮舰。鱼雷炮舰实际上算是一种缩小版的巡洋舰，通常安装机车锅炉。顾名思义，鱼雷炮舰都拥有鱼雷发射能力，同时装备一定的火炮，用来攻击小型的鱼雷艇。但在实际运用中，鱼雷炮艇因为速度不够快，追不上小巧的鱼雷艇，很难完成其预定的作战任务。

## 部分实例

### 清朝
甲午戰爭前後，北洋大臣李鴻章為了加強北洋水師實力，與各方接洽想買現成的艦艇，結果在馬關條約簽訂後，英國造349噸「飛霆」號與德國造837噸「飛鷹」號分別於1895年9月和12月抵華。

### 英国
1880-1890年代，英国建造了相当一批鱼雷炮舰，包括：
- 响尾蛇号（英语：HMS Rattlesnake (1886)），559吨；
- 蚱蜢级3艘，排水量不详；
- 神射手级（英语：Sharpshooter-class torpedo gunboat），13艘，735吨；
- 警报级（英语：Alarm-class torpedo gunboat），11艘，810吨；
- 树妖级（英语：Dryad-class torpedo gunboat），5艘，1070吨。

从上表可见这批军舰的排水量越来越大，到了树妖级，已经跨过了1000吨的分水岭，比某些国家的鱼雷巡洋舰（如清朝的广乙级）还要更大一些。
警报级建成之时，英国海军的早期驱逐舰也陆续问世，使得鱼雷炮艇逐渐显得过时。在第一次世界大战前英国保有的鱼雷炮艇都基本已经出售、拆解、或改装作他用（如扫雷艇、潜艇补给船等）。

### 西班牙
西班牙海军也曾经装备过若干鱼雷炮艇。其中比较有名的一艘为354吨的毁灭者号，1887年服役。这是第一艘分类为“鱼雷艇驱逐舰”的军舰，也可以认为是世界上第一艘驱逐舰。

### 日本
日本也曾经装备过一些鱼雷炮艇，如千岛（未实际服役即失事沉没）、龙田等。日本海军主要将龙田号作为通报舰而使用。其后日本又陆续装备了一批通报舰，不过吨位较大，都超过了1000吨，已经可以算作鱼雷巡洋舰。
随着无线通信技术的发展，通报舰这一舰种原有的传递信息的职能逐渐失去了意义。1912年8月28日，日本海军将这一分类作废，原有的通报舰均改列入一等炮舰，负责巡逻、护航、测量等辅助任务。

### 乌拉圭
乌拉圭海军向德国订购的乌拉圭号是比较晚建成的鱼雷炮艇，其1910年服役，直到1951年方才退役。